# Dorothy and the Wizard of Oz
Dorothy and the Wizard of Oz (Brasil: Dorothy e o Mágico de Oz ) é uma série animada baseada no livro The Wonderful Wizard of Oz de L. Frank Baum e o filme de 1939. A série foi exibida no Boomerang SVOD em 29 de junho de 2017. No Brasil, foi exibido no Boomerang em 4 de setembro de 2017. A série foi escolhida para uma segunda e terceira temporada. A série terminou em 31 de julho de 2020, com duração de três anos.

## Enredo
Após a derrota da Bruxa Má do Oeste, a Rainha Ozma nomeou Dorothy Gale a Princesa da Cidade das Esmeraldas. Com os pés firmemente apoiados em suas sapatilhas de rubi, Dorothy enfrenta seus deveres reais com entusiasmo, bravura e coragem. E se é mágica, Munchkins, macacos voadores ou sua arqui-inimiga Wilhelmina, a bruxa malvada em treinamento e sobrinha da Bruxa Malvada do Oeste, Dorothy está pronta para rastrear e acabar com qualquer problema que surja no caminho de Oz. com a ajuda de seu cachorro Totó e seus amigos Espantalho, Homem de Lata e Leão Covarde.
No início da segunda temporada, o Mágico de Oz acaba em Oz, depois de se meter em outro tornado. Agora que ele finalmente voltou, planeja transformar-se em um verdadeiro bruxo, obtendo poderes mágicos reais. Quando ele descobre que o espírito da Bruxa Malvada está preso em sua bola de cristal, ele decide ajudar a ressuscitá-la em troca de poderes (sem saber que leva anos para conseguir poderes), mas saiu pela culatra e Dorothy acidentalmente ressuscita a Bruxa Má sem poderes. Independentemente do resultado, isso coloca a Terra de Oz em sério perigo agora.
Como uma produção da Turner Entertainment (que adquiriu os direitos do filme de 1939 como parte de sua compra do catálogo anterior da MGM em 1986), a série tem uso livre de ícones e outros elementos que foram criados para o filme. Como a série de livros de Oz entrou em domínio público, numerosas adaptações do livro surgiram de outras empresas, mas essas produções não oficiais não podem usar nada do filme, pois elas permanecem sob copyright até 2035.

## Personagens

### Protagonistas
- Dorothy Gale (voz de Grey DeLisle): Agora, ela mora em Oz e é a nova princesa da Cidade de Esmeralda. Dorothy está sempre disposta a ajudar seus amigos, apresentar os Ozianos à Alfândega do Kansas e lutar contra todos os males em Oz.
- Totó - O cão de estimação da Dorothy.
- Leão Covarde (voz de Todd Stashwick): Agora ele é o rei da selva não tão ousado.
- Homem de Lata (voz por Rob Paulsen): Ele finalmente conseguiu seu coração, mas também fornece à gangue elementos úteis contidos nele.
- Espantalho (voz por Michael Gough): Agora que ele tem um cérebro, ele pode finalmente ajudar a fornecer informações úteis para seus amigos quando ele vai em aventuras.
- Rainha Ozma (voz por Grey DeLisle): A Rainha da Cidade Esmeralda e a nova melhor amiga de Dorothy. Anteriormente preso pelo rei Nomo, Dorothy resgatou Ozma e ela tomou seu lugar de direito como rainha.

### Antagonistas
- Wilhemina (voz por Jessica DiCicco): A sobrinha mimada e malcriada da Bruxa Má do Oeste e filha da Bruxa Má do Leste. Ela está sempre planejando roubar os sapatilhas de rubi de Dorothy Gale com a ajuda de seus macacos voadores Frank e Lyman, para que possa ressuscitar sua tia má e sua mãe para que eles possam dominar o mundo.
- Frank (voz por Steven Blum): O maior dos dois macacos voadores, Frank é mais calmo e mais colecionado do que Lyman, e muitas vezes se cansa da personalidade irritante do macaco menor. Juntamente com Lyman, eles são nomeados após o criador das histórias de OZ, L. Frank Baum.
- Lyman (voz por Jess Harnell): O menor dos dois, Lyman é hiperativo e não é particularmente conhecido por sua inteligência, mas ele adora Wilhelmina e considera que ele e Frank são seus melhores amigos. Ele junto com Frank são nomeados após o criador das histórias de OZ, L. Frank Baum.
- Bruxa Má do Oeste (voz por Laraine Newman): A malvada tia da Wilhelmina e a irmã de sua mãe, a Bruxa Má do Leste, que está tentando obter sua sobrinha de roubar as sapatilhas, para que ela e sua irmã poderia ser ressuscitadas e dominarem o mundo.
- O Rei Gnomo (voz por J. P. Karliak) - Governante do Reino Gnomo que quer assumir Oz.
- Kaliko (voz por Bill Fagerbakke): Um dos capangas do rei Gnomo.
- Wheelers: Homens indefesos com rodas em vez de mãos e pés. Eles acham que são donos da estrada de tijolos amarelos e estão ventosos com sua velocidade.

### Aliados
- Woozy (voz por J. P. Karliak): Uma grande criatura peluda que dispara lasers de seus olhos quando ouve sussurros.
- Alcalde de Pequenolândia (voz por Bill Fagerbakke)
- Billina: Uma galinha vermelha.
- Larry Chigglewitz (voz por J. P. Karliak): Um homem feito de peças de quebra-cabeça.
- Kalidah (voz por Steven Blum)
- Olho (voz por Kari Wahlgren)
- Tigre Farminto (voz por Bill Fagerbakke): Um amigo do Leão Covarde.
- Yak Yakity Yak (voz por Steven Blum)
- Menina de Patchwork (voz por Jessica DiCicco): Uma menina de Patchwork a qual o espantalho se apaixonou.
- Wogglebug (voz por J. P. Karliak): Um inseto educado.
- Wally (voz por Kari Wahlgren): Macaco alado com uma asa.
- Crank (voz por Jess Harnell): O irmão de Wally.
- Dr. Pipt (voz por J. P. Karliak): Tambêm conhecido como o mago torto.
- Glinda, a Boa (voz por Grey Griffin)
- Jack Pumpkinhead (voz por J. P. Karliak): Uma figura alta feita de galhos de árvores por membros e corpo, e uma abóbora esculpida para a cabeça.
- Candy Man (voz por Steven Blum)
- Hammerhead (voz por Steven Blum)
- Tik Tok

## Dublagem
| Personagem             | Dublagem          |
| ---------------------- | ----------------- |
| Dorothy Gale           | Bruna Laynes      |
| Espantalho             | Sérgio Stern      |
| Homem de Lata          | McKeidy Lisita    |
| Leão Covarde           | Ronaldo Júlio     |
| Rainha Ozma            | Ana Lúcia Menezes |
| Wilhelmina             | Jéssica Vieira    |
| Frank                  | Márcio Dondi      |
| Lyman                  | Wirley Contaifer  |
| Bruxa Malvada do Oeste | Vânia Alexandre   |
| Rei Gnomo              | Marcio Simões     |
| Kaliko                 | Kadu Rocha        |
| Glinda                 | Camila Maia       |
| Wogglebug              | Hércules Franco   |
| Prefeito               | Alfredo Martins   |
| Menina de Patchwork    | Larissa de Lara   |
| Locutor                | Oziel Monteiro    |

| Estúdio  | Cinevídeo                           |
| Direção  | Bia Barros/ Jorge Rosa/ Linn Jardim |
| Tradução | Ana Beatriz Guerra                  |

## Episódios

### 1ª Temporada (2017–2018)
| #   | Título                         | Dirigido por                                 | Escrito por                                                         | Exibição original                             | Código de produção |
| --- | ------------------------------ | -------------------------------------------- | ------------------------------------------------------------------- | --------------------------------------------- | ------------------ |
| 1a  | "Beware the Woozy"             | Jeff DeGrandis                               | Jack Ferraiolo                                                      | 29 de junho de 2017 4 de setembro de 2017     | 101 (FC)           |
| 1b  | "Magical Mandolin"             | Jeff DeGrandis and Kuni Tomita               | Jack Ferraiolo                                                      | 29 de junho de 2017 11 de setembro de 2017    | 102 (FC)           |
| 2a  | "Toto Unleashed"               | Kuni Tomita                                  | Rachel Lipman                                                       | 29 de junho de 2017 18 de setembro de 2017    | 103 (FC)           |
| 2b  | "Official Ozian Exam"          | Kuni Tomita                                  | Madellaine Paxson                                                   | 29 de junho de 2017 25 de setembro de 2017    | 104 (FC)           |
| 3a  | "Locket Locket in My Pocket"   | Jeff DeGrandis                               | Jack Ferraiolo                                                      | 29 de junho de 2017 2 de outubro de 2017      | 105 (FC)           |
| 3b  | "Mixed-Up Mixer"               | Kuni Tomita                                  | Noelle Wright                                                       | 29 de junho de 2017 9 de outubro de 2017      | 106 (FC)           |
| 4a  | "Ojo the Unlucky"              | Kuni Tomita                                  | Michelle Jabloner-Weiss                                             | 29 de junho de 2017 16 de outubro de 2017     | 107 (FC)           |
| 4b  | "The Lion's Share"             | Charles Visser                               | Catherine Lieuwen                                                   | 29 de junho de 2017 23 de outubro de 2017     | 108 (FC)           |
| 5a  | "Rules of Attraction"          | Charles Visser                               | Charlotte Fullerton e Ed Valentine                                  | 29 de junho de 2017 30 de outubro de 2017     | 109 (FC)           |
| 5b  | "Brain Power of Love"          | Charles Visser                               | Kim Duran                                                           | 29 de junho de 2017 6 de novembro de 2017     | 110 (FC)           |
| 6a  | "Jinxed"                       | Jeff DeGrandis                               | Tom Pugsley                                                         | 29 de junho de 2017 13 de novembro de 2017    | 111 (FC)           |
| 6b  | "Rise of the Nome King"        | Kuni Tomita                                  | Brad Birch                                                          | 29 de junho de 2017 20 de novembro de 2017    | 112 (FC)           |
| 7a  | "One-Winged Wally"             | Charles Visser                               | Tiffany Lo e Ethel Lung                                             | 29 de junho de 2017 26 de novembro de 2017    | 113 (FC)           |
| 7b  | "Wand-erful"                   | Kexx Singleton, Kuni Tomita e Charles Visser | Shea Fontana                                                        | 6 de setembro de 2017 3 de dezembro de 2017   | 114 (FC)           |
| 8a  | "No Sleep Sleepover"           | Kuni Tomita                                  | Michelle Jabloner-Weiss                                             | 6 de setembro de 2017 10 de dezembro de 2017  | 115 (FC)           |
| 8b  | "Lion Catches a Bug"           | Kexx Singleton                               | Taylor Cox e Jacquie Walters                                        | 6 de setembro de 2017 17 de dezembro de 2017  | 116 (FC)           |
| 9a  | "Tik Tok and Tin Man"          | Kuni Tomita                                  | História por: Rachel Lipman Teleplay por: Roger Eschbacher          | 21 de dezembro de 2017 24 de dezembro de 2017 | 117 (FC)           |
| 9b  | "If I Only Had Some Brawn"     | Charles Visser                               | Ed Valentine                                                        | 21 de dezembro de 2017 7 de janeiro de 2018   | 118 (FC)           |
| 10a | "The Beast Royales"            | Kuni Tomita                                  | Len Uhley                                                           | 21 de dezembro de 2017 2 de abril de 2018     | 119 (FC)           |
| 10b | "Time After Time"              | Kexx Singleton                               | Roger Eschbacher e Hugh Webber                                      | 21 de dezembro de 2017 9 de abril de 2018     | 120 (FC)           |
| 11a | "Kitten Around"                | Kexx Singleton                               | Shea Fontana                                                        | 21 de dezembro de 2017 16 de abril de 2018    | 121 (FC)           |
| 11b | "Castle Sitters"               | Kexx Singleton                               | Madellaine Peters                                                   | 21 de dezembro de 2017 23 de abril de 2018    | 122 (FC)           |
| 12a | "Stuck on You"                 | Charles Visser                               | Taylor Cox e Jacqueline Walters                                     | 21 de dezembro de 2017 30 de abril de 2018    | 123 (FC)           |
| 12b | "Family Matters"               | Kuni Tomita                                  | Noelle Wright                                                       | 21 de dezembro de 2017 7 de maio de 2018      | 124 (FC)           |
| 13a | "The Emerald of Zog"           | Kexx Singleton                               | Nina Bargel e John N. Huss                                          | 21 de dezembro de 2017 14 de maio de 2018     | 125 (FC)           |
| 13b | "Cooking Up Some Magic"        | Kexx Singleton                               | Michelle Jabloner-Weiss                                             | 21 de dezembro de 2017 21 de maio de 2018     | 126 (FC)           |
| 14a | "Copy Cat"                     | Kexx Singleton                               | Tiffany Lo e Eddie Lung                                             | 21 de dezembro de 2017 28 de maio de 2018     | 127 (FC)           |
| 14b | "Snow Place Like Home"         | Kuni Tomita                                  | Nina Bargiel e Ethan Wright                                         | 30 de novembro de 2017 5 de junho de 2018     | 128 (FC)           |
| 15a | "Mirror Madness"               | Charles Visser                               | Madellaine Peters                                                   | 21 de dezembro de 2017 12 de junho de 2018    | 129 (FC)           |
| 15b | "Everything Coming Up Poppies" | Kuni Tomita                                  | Roger Eschbacher e Hugh Webber                                      | 21 de dezembro de 2017 19 de junho de 2018    | 130 (FC)           |
| 16a | "A Cut Above the Rest"         | Charles Visser                               | História por: Jeremy Adams Teleplay por: Jeremy Adams e Hugh Webber | 12 de abril de 2018 26 de junho de 2018       | 131 (FC)           |
| 16b | "Abraca-Oops"                  | Kuni Tomita                                  | Jack Ferraiolo                                                      | 12 de abril de 2018 2 de julho de 2018        | 132 (FC)           |
| 17a | "Halloween Heist"              | Kexx Singleton                               | Noelle Wright                                                       | 2 de outubro de 2017 9 de julho de 2018       | 133 (FC)           |
| 17b | "Haunt Me Not"                 | Kexx Singleton                               | Shea Fontana                                                        | 2 de outubro de 2017 16 de julho de 2018      | 134 (FC)           |
| 18a | "Wheelers Of Fortune"          | Kuni Tomita                                  | Shea Fontana                                                        | 12 de abril de 2018 23 de julho de 2018       | 135 (FC)           |
| 18b | "Sister Sister"                | Charles Visser                               | Taylor Cox e Jacquie Walters                                        | 12 de abril de 2018 30 de julho de 2018       | 136 (FC)           |
| 19a | "Moody Magic"                  | Kuni Tomita                                  | Michele Jabloner-Weiss                                              | 12 de abril de 2018 6 de agosto de 2018       | 137 (FC)           |
| 19b | "If the Shoe Fits"             | Charles Visser                               | Shea Fontana                                                        | 12 de abril de 2018 13 de agosto de 2018      | 138 (FC)           |
| 20a | "Get Smart"                    | Kexx Singleton                               | Dave Polsky                                                         | 12 de abril de 2018 20 de agosto de 2018      | 139 (FC)           |
| 20b | "Mission Imp-Possible"         | Kexx Singleton                               | História por: Ed Valentine Teleplay por: Hugh Webber                | 12 de abril de 2018 27 de agosto de 2018      | 140 (FC)           |

### 2ª Temporada (2018)
| #   | Título                    | Dirigido por | Escrito por | Exibição original | Código de produção |
| --- | ------------------------- | ------------ | ----------- | ----------------- | ------------------ |
| 21a | "The Wizard Pays a Visit" | TDA          | TDA         | TDA               | TDA                |
| 21b | "TDA"                     | TDA          | TDA         | TDA               | TDA                |

## Transmissão
Dorothy and the Wizard of Oz foi exibido no canal Boomerang dos Estados Unidos em 8 de maio de 2018. Ele também estreou em Boomerang na Austrália e Nova Zelândia em 26 de junho de 2017. Os primeiros 13 episódios foram lançados no serviço SVOD Boomerang nos Estados Unidos em 29 de junho de 2017.
Quase um ano depois, a série estreou no canal Boomerang nos Estados Unidos, em 21 de maio de 2018. A série estreou no Boomerang na África em outubro de 2017. A série também foi estreada no Boomerang no Reino Unido em 2 de outubro de 2017.
No Canadá, a série estreou na Treehouse TV em 2 de junho de 2018.
No Brasil, a série estreou no Boomerang em 4 de setembro de 2017, às 18:45.

## Home media
We're Not in Kansas Anymore, um DVD contendo os primeiros 10 episódios da série, foi lançado em 27 de março de 2018. Emerald City foi o segundo DVD lançado para a série em 12 de junho de 2018 com 10 episódios.